# Festzelte auf dem Oktoberfest

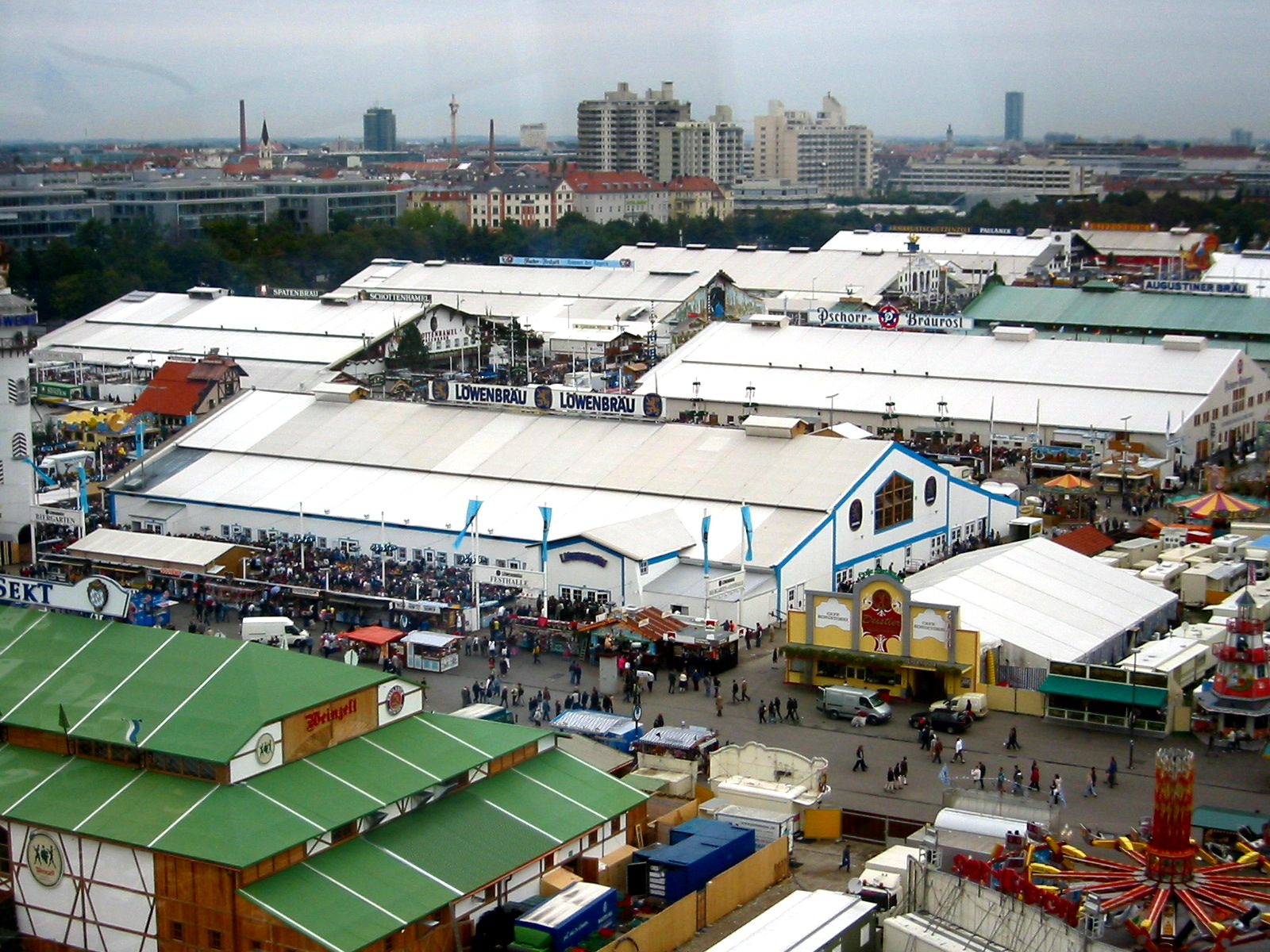
Blick vom Riesenrad auf die Festzelte

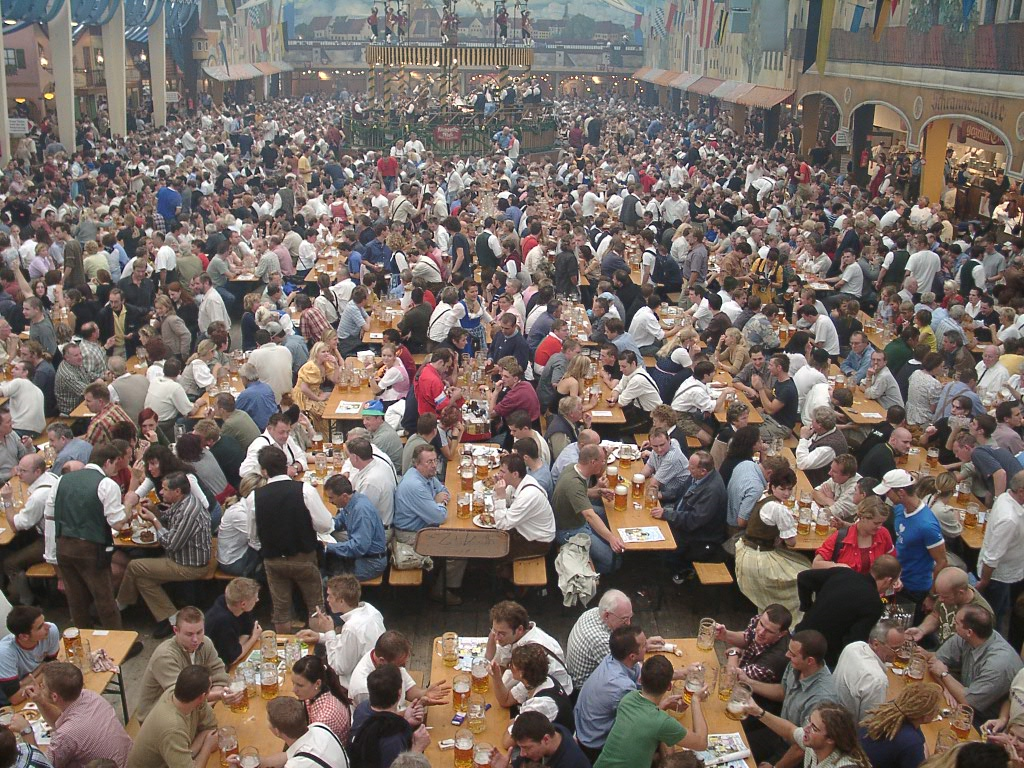
Typischer Betrieb in einem Bierzelt

Die 38 Festzelte auf dem Oktoberfest sind ein Teil der insgesamt 144 Gastronomiebetriebe auf dem weltweit größten Volksfest in München und können teilweise auf eine lange Tradition zurückblicken. Insgesamt gibt es 14 große sowie 21 mittelgroße und kleine Festzelte (häufig auch Bierzelt genannt) auf dem regulären Wiesngelände und drei große Zelte auf der Oidn Wiesn, die alle von unterschiedlichen Wiesnwirten betrieben werden. Christian Schottenhaml und Peter Inselkammer übernahmen 2018 das Ehrenamt des Wiesnwirtesprechers von Toni Roiderer.
Einige Zelte gehören den ansässigen Brauereien. Die ersten Aufbauarbeiten der Zelte beginnen meist drei Monate vor der Eröffnung.

## Übersicht

### Große Festzelte
Die wichtigsten Daten der großen Wiesn-Festzelte sind:
| Zelt                      | erstmals vertreten | Sitzplätze gesamt | Sitzplätze innen | Sitzplätze außen | Bierpreis 2022 (pro Maß) | Festwirt                                           | Brauerei        | Musik                                                                       |
| ------------------------- | ------------------ | ----------------- | ---------------- | ---------------- | ------------------------ | -------------------------------------------------- | --------------- | --------------------------------------------------------------------------- |
| Armbrustschützenzelt      | 1895               | 7420              | 5820             | 1600             | 13,50                    | Familie Peter Inselkammer                          | Paulaner        | Platzl-Oktoberfestkapelle (Manfred Leopold & Andreas Stauber)               |
| Augustiner-Festhalle      | 1898               | 8500              | 6000             | 2500             | 12,80                    | Manfred Vollmer & Thomas Vollmer                   | Augustiner-Bräu | Augustiner-Oktoberfestkapelle (Reinhard Hagitte)                            |
| Fischer-Vroni             | 1904               | 3862              | 3162             | 700              | 12,90                    | Johann Stadtmüller                                 | Augustiner-Bräu | Sepp Folger und seine Münchner Musikanten                                   |
| Hacker-Festzelt           | 1907               | 9378              | 6838             | 2540             | 13,40                    | Christl Roiderer & Toni Roiderer                   | Hacker-Pschorr  | Die Kirchdorfer, Cagey Strings Rock’n’Roll Band                             |
| Hofbräu-Festzelt          | 1955               | 9051              | 6017             | 3034             | 13,60                    | Silja Schrank-Steinberg                            | Hofbräu München | Kapelle Alois Altmann und seine Isarspatzen                                 |
| Käfer Wiesn-Schänke       | 1971               | 3413              | 1383             | 2030             | 13,70                    | Michael Käfer & Clarissa Käfer                     | Paulaner        | Martl Sax Band, Hansi und die Käfergang, Gerry & Gary, Dreirad, The Speedos |
| Kufflers Weinzelt         | 1984               | 2500              | 1920             | 580              | 16,80                    | Doris Kuffler, Sebastian Kuffler & Stephan Kuffler | Paulaner        | Högl Fun Band, Blechblos’n, Sumpfkröten und Pongau Power, Teufelsgeiger     |
| Löwenbräu-Festzelt        | 1910               | 8500              | 5700             | 2800             | 13,60                    | Stephanie Spendler                                 | Löwenbräu       | Günter Pilzwegers Heldensteiner                                             |
| Marstall Festzelt         | 2014               | 4082              | 3200             | 882              | 13,70                    | Siegfried Able & Sabine Able                       | Spatenbräu      | Pepi Kugler Band, Münchner Zwietracht                                       |
| Ochsenbraterei            | 1881               | 7546              | 5900             | 1646             | 13,50                    | Anneliese Haberl & Antje Schneider                 | Spatenbräu      | Blaskapelle Mathias Achatz, Die Pucher                                      |
| Paulaner-Festzelt         | 1895               | 8365              | 6385             | 1980             | 13,50                    | Arabella Schörghuber                               | Paulaner        | Die Nockherberger (Konrad Aigner), Nachtstark                               |
| Pschorr-Festzelt Bräurosl | 1902               | 8250              | 6490             | 1760             | 13,40                    | Peter Reichert                                     | Hacker-Pschorr  | Kapelle Josef Menzl, Erwin und die Heckflossen                              |
| Schottenhamel-Festhalle   | 1867               | 9030              | 6288             | 2742             | 13,60                    | Christian Schottenhamel & Michael Schottenhamel    | Spatenbräu      | Kapelle Otto Schwarzfischer                                                 |
| Schützen-Festzelt         | 1876               | 6158              | 4923             | 1235             | 13,70                    | Familie Eduard Reinbold                            | Löwenbräu       | Walter Bankhammer und die Niederalmer                                       |
| Insgesamt                 | Insgesamt          | 96.055            | 70.026           | 26.029           |                          |                                                    |                 |                                                                             |

### Kleinere Festzelte
Neben den großen Festzelten gibt es auch 21 mittlere und kleine Zelte wie das Wildstuben, das Café Kaiserschmarrn (Rischart), die Metzger Stubn von Vinzenzmurr, Poschner’s Hühner- und Entenbraterei, die Heimer Enten- und Hühnerbraterei, das Café Theres (bis 2022 Café Mohrenkopf), Bodo’s Cafézelt & Cocktailbar, das Wirtshaus im Schichtl, Heinz Wurst- und Hühnerbraterei sowie die Ammer Hühner- und Entenbraterei, die seit dem Jahr 2000 ausschließlich Bio-Produkte verkauft.
| Zelt                                 | erstmals vertreten | Sitzplätze gesamt | Sitzplätze innen | Sitzplätze außen | Bierpreis 2022 (pro Maß) | Festwirt                                                   | Brauerei        |
| ------------------------------------ | ------------------ | ----------------- | ---------------- | ---------------- | ------------------------ | ---------------------------------------------------------- | --------------- |
| Ammer Hühner- und Entenbraterei      | 1885               | 937               | 465              | 472              | 12,80                    | Josef Schmidbauer                                          | Augustiner-Bräu |
| Bodo’s Cafézelt & Cocktailbar        | 1993               | 479               | 479              | –                | –                        | Otto Lindinger                                             | –               |
| Café Kaiserschmarrn                  | 2007               | 315               | 315              | –                | –                        | Gerhard Müller-Rischart & Magnus Müller-Rischart           | –               |
| Café Theres                          | 1950               | 420               | 420              | –                | –                        | Katharina Wiemes                                           | –               |
| Feisingers Kas- und Weinstubn        | 1977               | 160               | 100              | 60               | –                        | Rosemarie Feisinger & Max Feisinger                        | –               |
| Fisch-Bäda                           | 2013               | 181               | 133              | 48               | 13,70                    | Peter Lingnau                                              | Hacker-Pschorr  |
| Glöckle Wirt                         | 1990               | 256               | 226              | 30               | 13,70                    | Stephanie Rollwagen                                        | Spatenbräu      |
| Goldener Hahn                        |                    | 361               | 304              | 57               | 13,70                    | Familie Josef Able                                         | Spatenbräu      |
| Heimer Enten- und Hühnerbraterei     |                    | 346               | 346              | –                | 13,40                    | Ignaz Schmid                                               | Hacker-Pschorr  |
| Heinz Wurst- und Hühnerbraterei      | 1906               | 384               | 384              | –                | 13,30                    | Petra Brenner & Alexander Brenner                          | Paulaner        |
| Hochreiters Haxnbraterei             | 1979               | 250               | 250              | –                | 13,50                    | Dieter Hochreiter & Christl Hochreiter                     | Löwenbräu       |
| Kalbsbraterei                        | 2014               | 300               | 300              | –                | 13,70                    | Erich Hochreiter & Jacqueline Hochreiter                   | Löwenbräu       |
| Münchner Knödelei                    | 2002               | 799               | 399              | 400              | 13,50                    | Florian Oberndorfer & Bettina Oberndorfer                  | Paulaner        |
| Münchner Stubn                       | 2022               | 440               | 440              | –                | 13,60                    | Kathrin Wickenhäuser-Egger, Alexander Egger & Gerd Schmitz | Paulaner        |
| Poschner’s Hühner- und Entenbraterei | 1934               | 400               | 400              | –                | 13,80                    | Berni Luff                                                 | Hacker-Pschorr  |
| Schiebl’s Kaffeehaferl               | 1976               | 60                | 60               | –                | –                        | Thomas Schiebl & Valerie Schiebl                           | –               |
| Vinzenzmurr Metzger Stubn            |                    | 130               | 130              | –                | 13,50                    | Familie Brandl                                             | Paulaner        |
| Wiesn Guglhupf                       | 2006               | 60                | 60               | –                | –                        | Marc Eisenbarth                                            | –               |
| Wildstuben                           |                    | 751               | 751              | –                | 12,90                    | Trudi Renoldi                                              | Augustiner-Bräu |
| Wirtshaus im Schichtl                | 2006               | 213               | 213              | –                | 13,50                    | Manfred Schauer                                            | Spatenbräu      |
| Zur Bratwurst                        | 2000               | 797               | 558              | 239              | 12,90                    | Werner Hochreiter                                          | Augustiner-Bräu |
| Insgesamt                            | Insgesamt          | 8039              | 6733             | 1306             |                          |                                                            |                 |

### Festzelte auf der Oidn Wiesn
Auf der Oidn Wiesn sind drei Festzelte vertreten. Das Museumszelt verfügt zwar über einen Gastronomiebereich samt Ausschank, gilt jedoch nicht als offizielles Festzelt.
| Zelt                           | erstmals vertreten | Sitzplätze gesamt | Sitzplätze innen | Sitzplätze außen | Bierpreis 2022 (pro Maß) | Festwirt                         | Brauerei        |
| ------------------------------ | ------------------ | ----------------- | ---------------- | ---------------- | ------------------------ | -------------------------------- | --------------- |
| Festzelt Tradition             | 2010               | 8050              | 5000             | 3050             | 13,20                    | Toni Winklhofer & Peter Wieser   | Augustiner-Bräu |
| Herzkasperl-Festzelt           | 2010               | 2848              | 1748             | 1100             | 13,40                    | Josef Bachmaier                  | Hacker-Pschorr  |
| Volkssängerzelt „Schützenlisl“ | 2022               | 1796              | 1396             | 400              | 12,90                    | Lorenz Stiftl & Christine Stiftl | Augustiner-Bräu |
| Insgesamt                      | Insgesamt          | 12.694            | 8144             | 4550             |                          |                                  |                 |

## Große Festzelte

### Armbrustschützenzelt

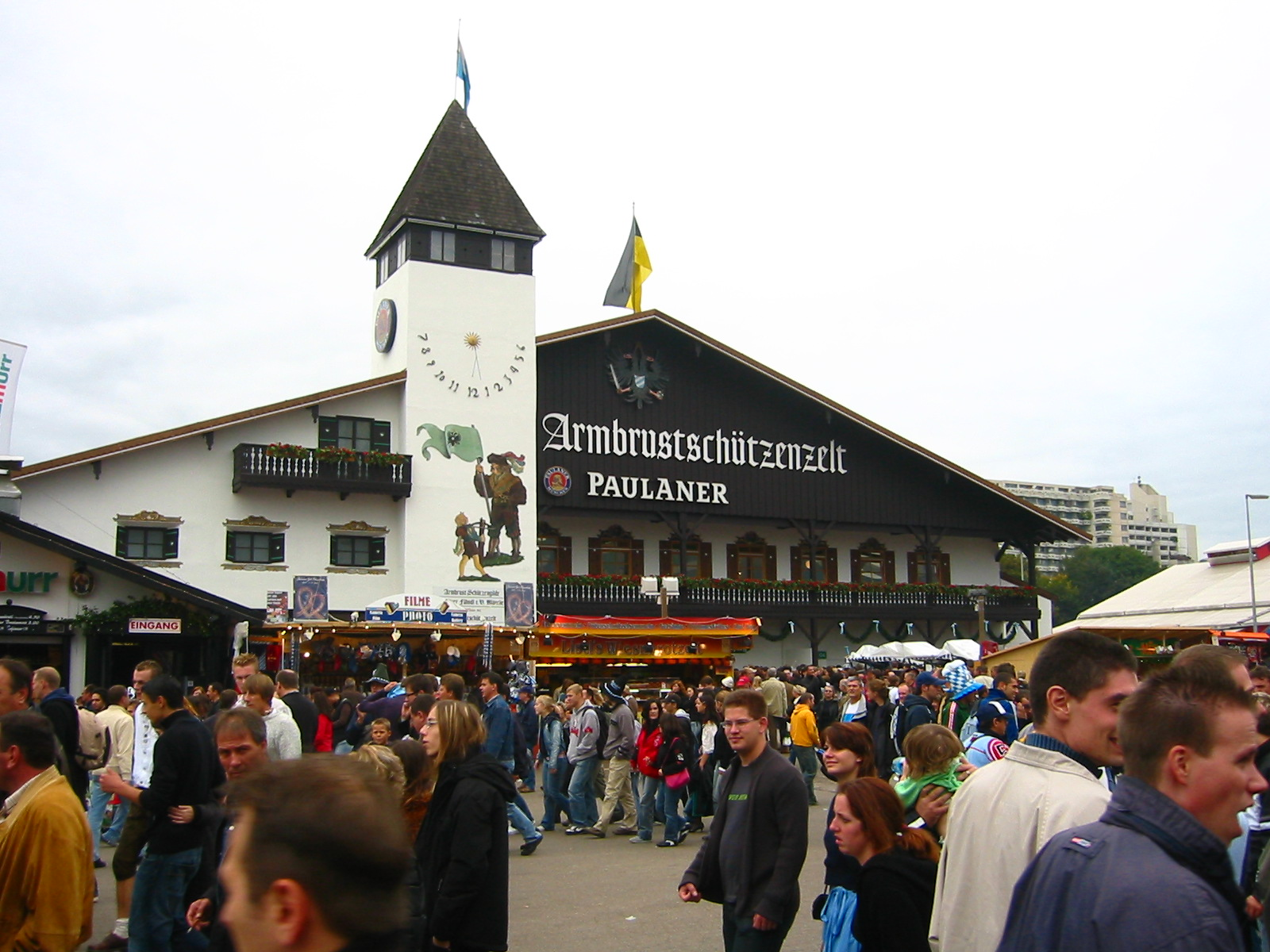
Armbrustschützenzelt

Das Armbrustschützenzelt gibt es seit 1895. Es hat 5830 Innen- und 1620 Außenplätze. Festwirt ist Peter Inselkammer, der Bruder des Inhabers der Brauerei Aying. Zum Ausschank kommt jedoch Paulaner Bräu, da auf dem Oktoberfest ausschließlich Bier von Münchner Brauereien ausgeschenkt wird. Jedes Jahr finden im Armbrustschützenzelt traditionell die Deutschen Meisterschaften der Armbrustschützen in der Disziplin 30 Meter national statt.

### Augustiner-Festhalle

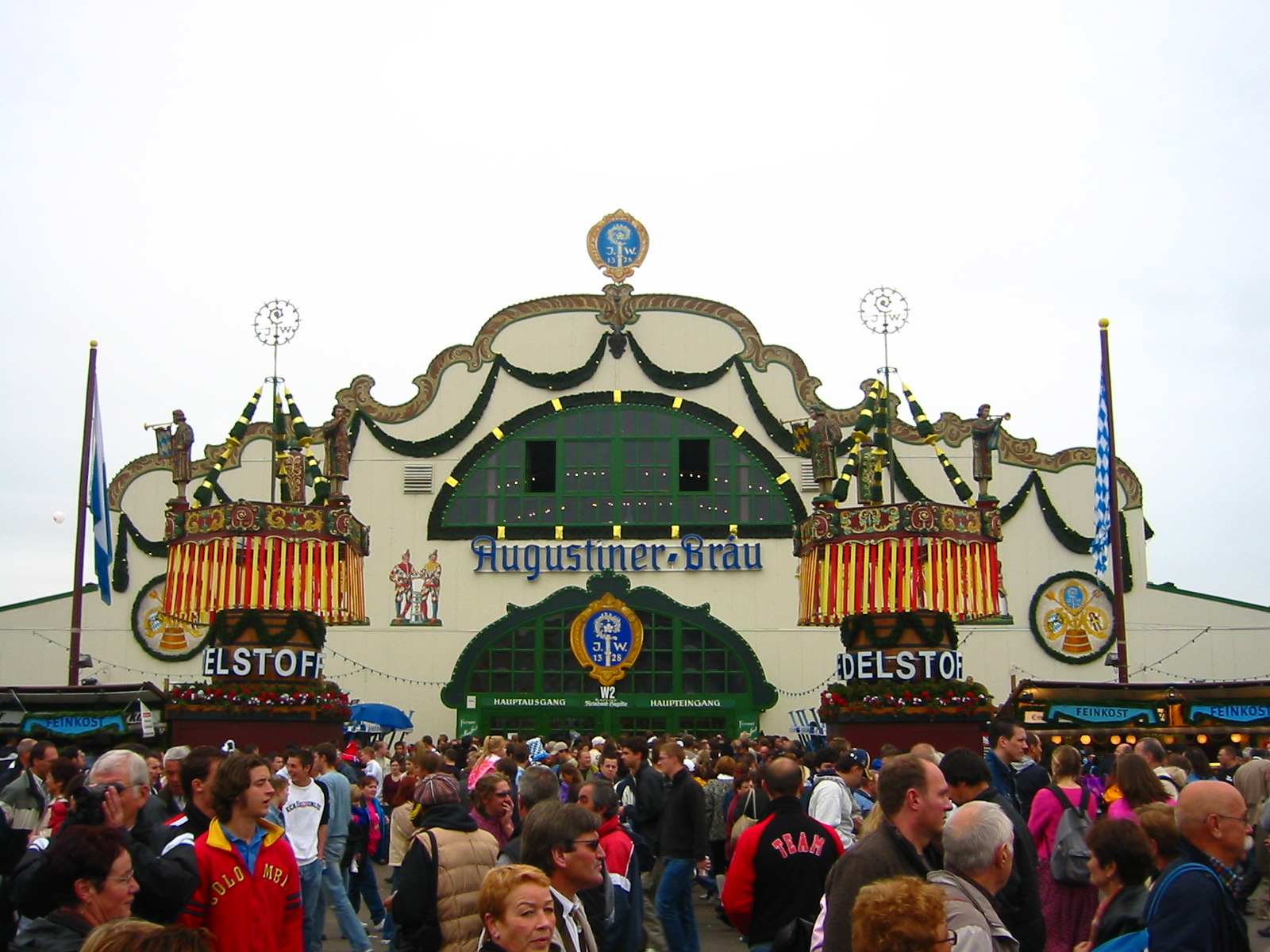
Augustiner-Zelt

Die Augustiner Brauerei liefert als einzige Münchner Brauerei noch Holzfässer zum Oktoberfest. Das Zelt hat 6000 Innen- und 2500 Außenplätze. Die Festwirte Manfred und Thomas Vollmer betreiben zudem zwei Augustiner-Großgaststätten in München (Landsberger Straße und Neuhauser Straße).

### Fischer-Vroni
Die Fischer-Vroni – unter den 14 großen Zelten auf der Wiesn eines der kleineren – ist seit 1966 am Platz. Es erhielt 2006 ein neues Zelt mit Seitengalerie, welches 2011 um eine weitere Galerie über dem Haupteingang und 2013 schließlich um ein Holzfasslager erweitert wurde. Es bietet 3080 Innen- und 700 Außenplätze. Wie im Augustiner-Festzelt wird auch hier Augustiner-Bier vom Holzfass ausgeschenkt. Spezialität ist der Steckerlfisch, ein auf dem Spieß gegrillter Fisch. Seit einigen Jahren hat sich am zweiten Wiesn-Montag eingebürgert, dass im Zelt die LGBT-Bewegung feiert.

### Hacker-Festzelt

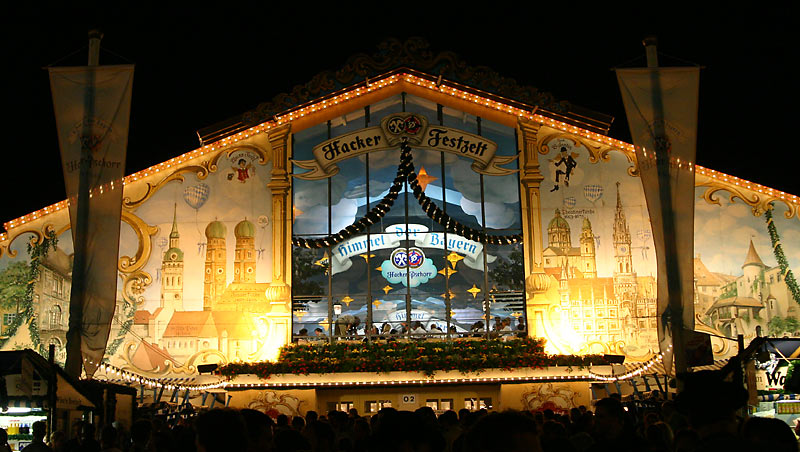
Hacker-Zelt

Das 90×43 Meter große Hacker-Festzelt bietet innen Sitzplätze für 6830 Personen und weitere 2520 Plätze im Biergarten. 2004 wurde das Zelt von Rolf Zehetbauer neu gestaltet, um dem Werbeslogan der Hacker-Brauerei „Himmel der Bayern“ besser gerecht zu werden. Dazu wurde die Zeltinnendecke aufwändig behängt. Zusätzlich wurde in das Bierzeltdach eine 5×5 Meter große Öffnung eingebaut, die vom Betreiber „Cabrio-Dach“ genannt wird. Die im Zeltinneren befindliche Drehbühne der Musikkapelle wurde ebenfalls erneuert.
Die Kirchdorfer spielen seit 1994 als offizielle Festkapelle täglich von 12.00 bis 22.30 Uhr.
Als Showact spielt täglich von 19.00 bis 20.30 die Münchner Partyband Cagey Strings.
Der Festwirt vom Hacker-Festzelt ist Toni Roiderer, Gastwirt vom Wildpark in Straßlach.

### Hippodrom

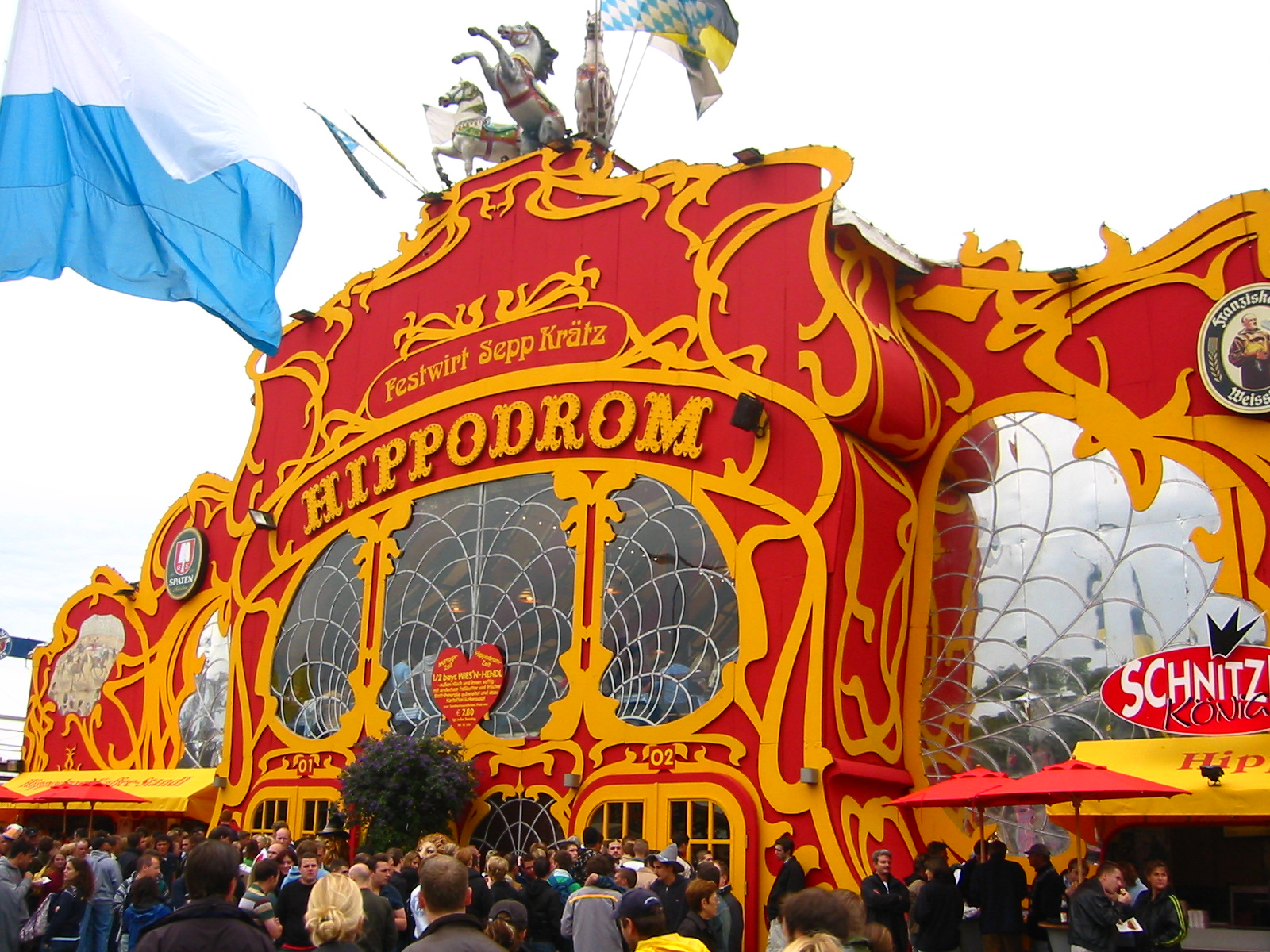
Hippodrom

Das Hippodrom wurde erstmals 1902 von Carl Gabriel als Imbiss- und Schaubude auf dem Oktoberfest aufgestellt. Als Besonderheit befand sich bis in die 1970er Jahre im Zelt eine Pferdereitbahn, ein Hippodrom, in dem Besucher selber reiten durften, jedoch ohne Wettkampfcharakter. Seinerzeit stand vor dem Zelt ein Rekommandeur. Im Hippodrom wurde Bier der Spaten-Franziskaner-Brauerei ausgeschenkt. Es stand direkt rechts neben dem Haupteingang. Festwirt war von 1995 bis 2013 Sepp Krätz, der Pächter der Waldwirtschaft Großhesselohe. Die Konzession wurde ihm nach einer Verurteilung wegen Steuerhinterziehung, unter anderem bei der Bewirtung des Festzelts, entzogen. Das Nachfolgezelt wird unter dem Namen Marstall geführt.
Im Hippodrom spielten regelmäßig Bands. Es gab 3300 Sitzplätze im Zelt und 1000 im Biergarten. Die Münchner Zwietracht spielte über zehn Jahre hinweg am Abend im Hippodrom auf. Als „Stargast“ wurde Linda Jo Rizzo präsentiert.

### Marstall Festzelt

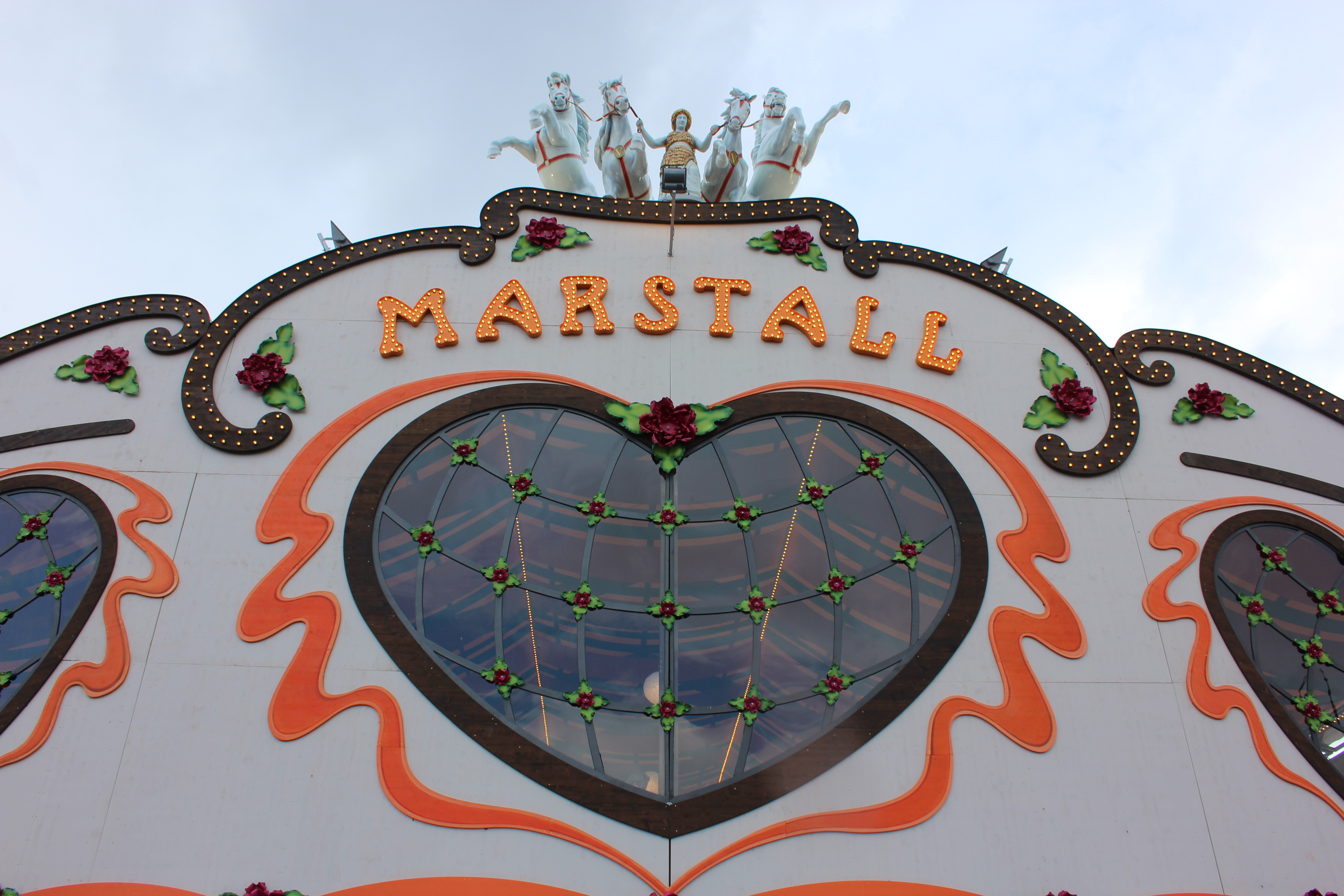
Marstall

Der Marstall übernahm ab dem Oktoberfest 2014 den Platz des Hippodroms. Bewirtet wird das Festzelt von der Familie Able. Der Marstall bietet 4.500 Sitzplätze im Außen- und Innenbereich sowie an der Bar. Als Brauerei fungiert, wie beim Vorgänger Hippodrom, Spatenbräu. Auch musikalisch schließt man sich an das Hippodrom an: Es spielen unter anderem Münchner Zwietracht und Die Oberbayern.

### Hofbräu-Festzelt

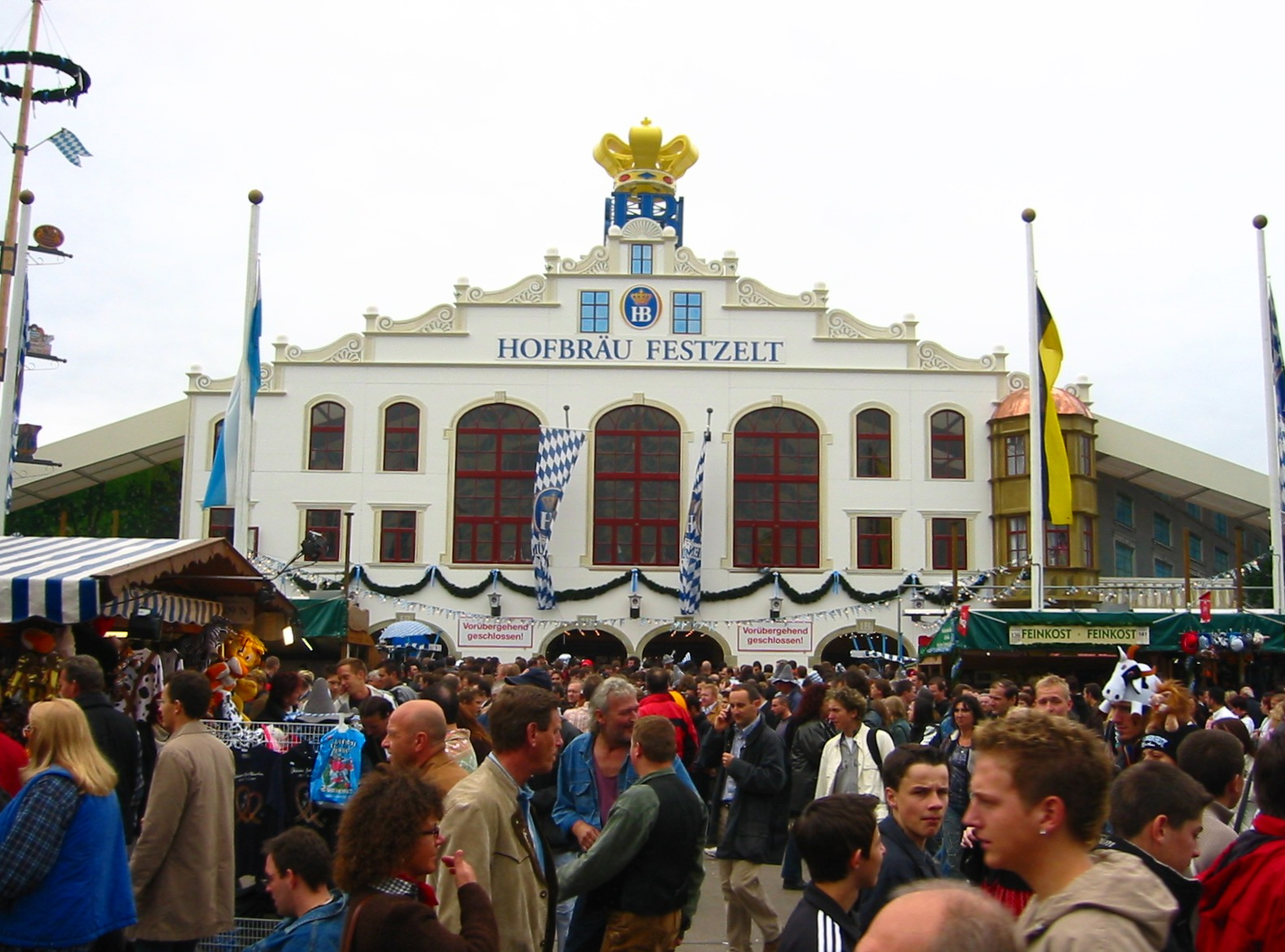
Hofbräu-Festzelt

Das Hofbräu-Festzelt ist mit seinen insgesamt knapp 10.000 Plätzen platzmäßig das größte Bierzelt auf dem Oktoberfest (6518 Sitzplätze sowie 1000 Stehplätze im Innenbereich, weitere 3022 Sitzplätze im Garten).
Es wird seit 1980 von der Familie Steinberg geführt, die seit 1995 auch Pächter des Hofbräukellers ist. Unter ihrer Leitung wurden bedeutende bauliche Veränderungen im Zelt veranlasst, so dass man heute den auf dem Oktoberfest einzigen Stehbereich mit 1000 Plätzen ebenso im Hofbräu-Festzelt vorfindet, wie 12 Zentner Hopfenreben eines ganzen Hopfenfeldes, die als Dekoration genutzt werden. Das Festzelt wird auf einer Fläche von über 7.000 m² errichtet. In den gut zwei Wochen des Festes werden dort über 550.000 Liter Bier, 70.000 halbe Hähnchen, 5500 Schweinshaxn und 8500 Portionen Schweinswürstel konsumiert. 2005 wurde das Zelt etwas erweitert und erhielt eine neue Fassade.
Es ist aufgrund des weltbekannten Hofbräuhauses das bei Touristen und auch bei vielen Prominenten mit Abstand beliebteste Zelt. Dadurch ist die Stimmung eher von Extremen geprägt.

### Käfer Wiesn-Schänke
Das erst seit 1971 vertretene Käfer-Zelt ist einer der kleineren Betriebe auf dem Oktoberfest. Bei der Wiesn-Schänke handelt es sich nicht um ein Zelt, sondern um ein großes Holzblockhaus im Stil eines bayrischen Bauernhofes. Das Haus bietet 1400 Gästen Platz, weitere 1900 Plätze befinden sich im Garten. Als Ableger von Feinkost Käfer werden hier etwas ausgefallenere Speisen angeboten als dies in den größeren Zelten der Fall ist. Hier sind häufig prominente Sportler, Schauspieler und andere bekannte Personen der Schickeria anzutreffen. Der Ausschank im Käfer-Zelt endet um 0:30 Uhr nachts (in anderen Zelten um 22:30 Uhr); es gibt auch Wein und Champagner.

### Kufflers Weinzelt
Im Weinzelt von Roland, Doris und Stephan Kuffler wird bis 21:00 Uhr Weißbier ausgeschenkt, parallel und danach gibt es neben den üblichen alkoholfreien Getränken Wein, Sekt und Champagner mit entsprechendem Publikum. Das Zelt ist seit 1984 vertreten. Mit insgesamt 2500 Sitzplätzen gehört es zu den kleineren Zelten auf dem Oktoberfest. 2005 wurde das Weinzelt neu konstruiert; aufgebaut wird es jedes Jahr neu, während das alte Zelt im Oktober 2006 bei eBay versteigert wurde. Beliefert wird es von der Paulanerbrauerei, verschiedenen Winzern sowie der Sektkellerei Nymphenburg. Eine Besonderheit: Die lange Ausschankzeit bis 0:30 Uhr, während die anderen Festzelte (außer Käfer) bereits um 22:30 Uhr den Ausschank beenden.

### Löwenbräu-Festzelt

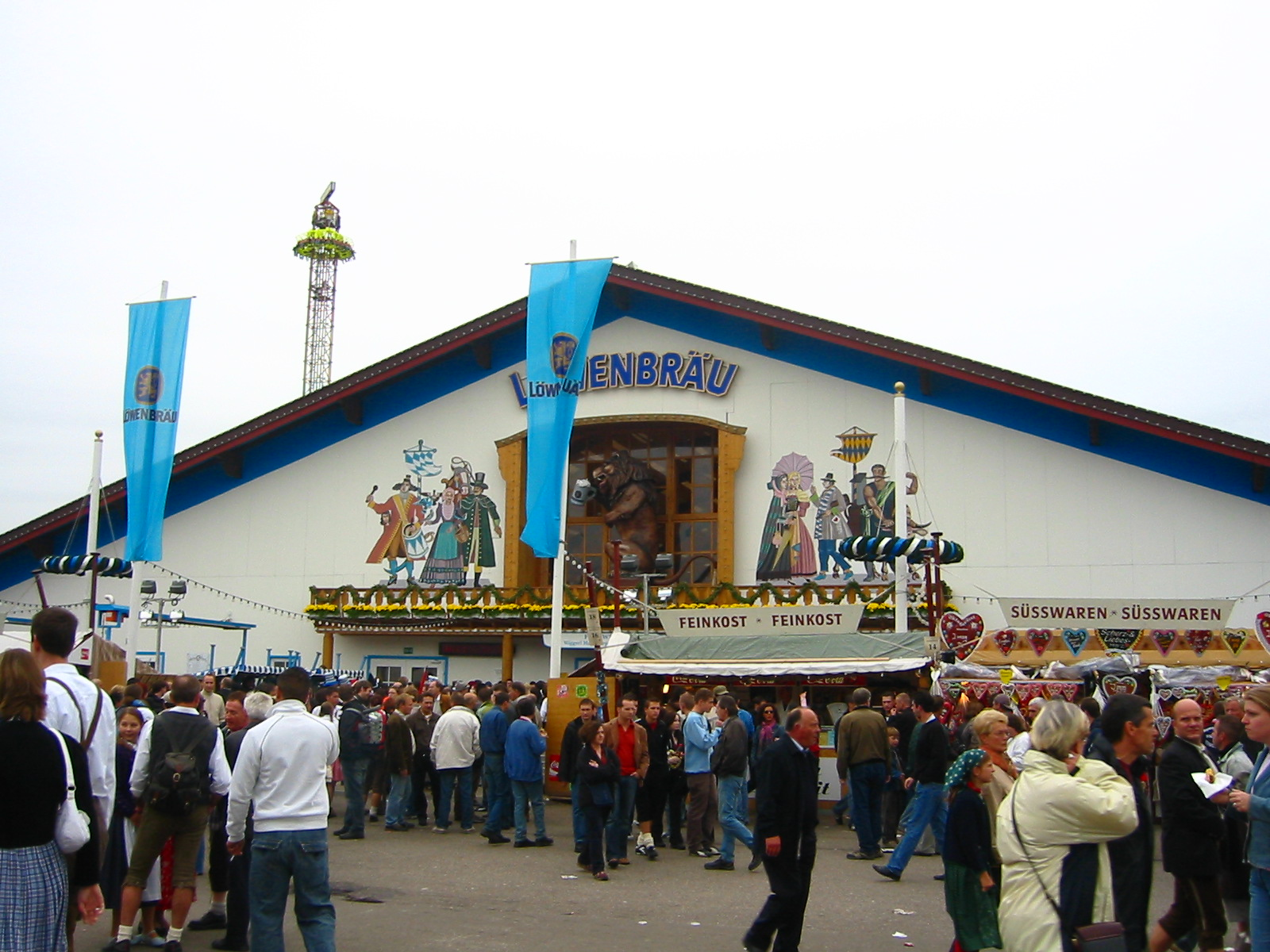
Löwenbräu-Festzelt

Charakteristisch an diesem Zelt mit 8515 Sitzplätzen in Zelt und Garten ist der 37 m hohe Löwenbräu-Turm mit dem beweglichen Löwen, der früher durch ein Tonband auch gesprochen hat. Unter dem Zelthimmel leuchten 16.500 Glühbirnen. Hier fand an einem Tag seit 1989 (bis 2007) fast jedes Jahr die Damenwiesn statt (ein Treffen von prominenten Frauen); Initiatorin war die Millionärin Regine Sixt.
Es ist das weltweit erste Bierzelt mit ISO-9001-Zertifikat. Die Festwirtin ist Stephanie Spendler aus der Gastronomiefamilie Hagn, die bereits in dritter Generation ein Festzelt betreibt.

### Ochsenbraterei

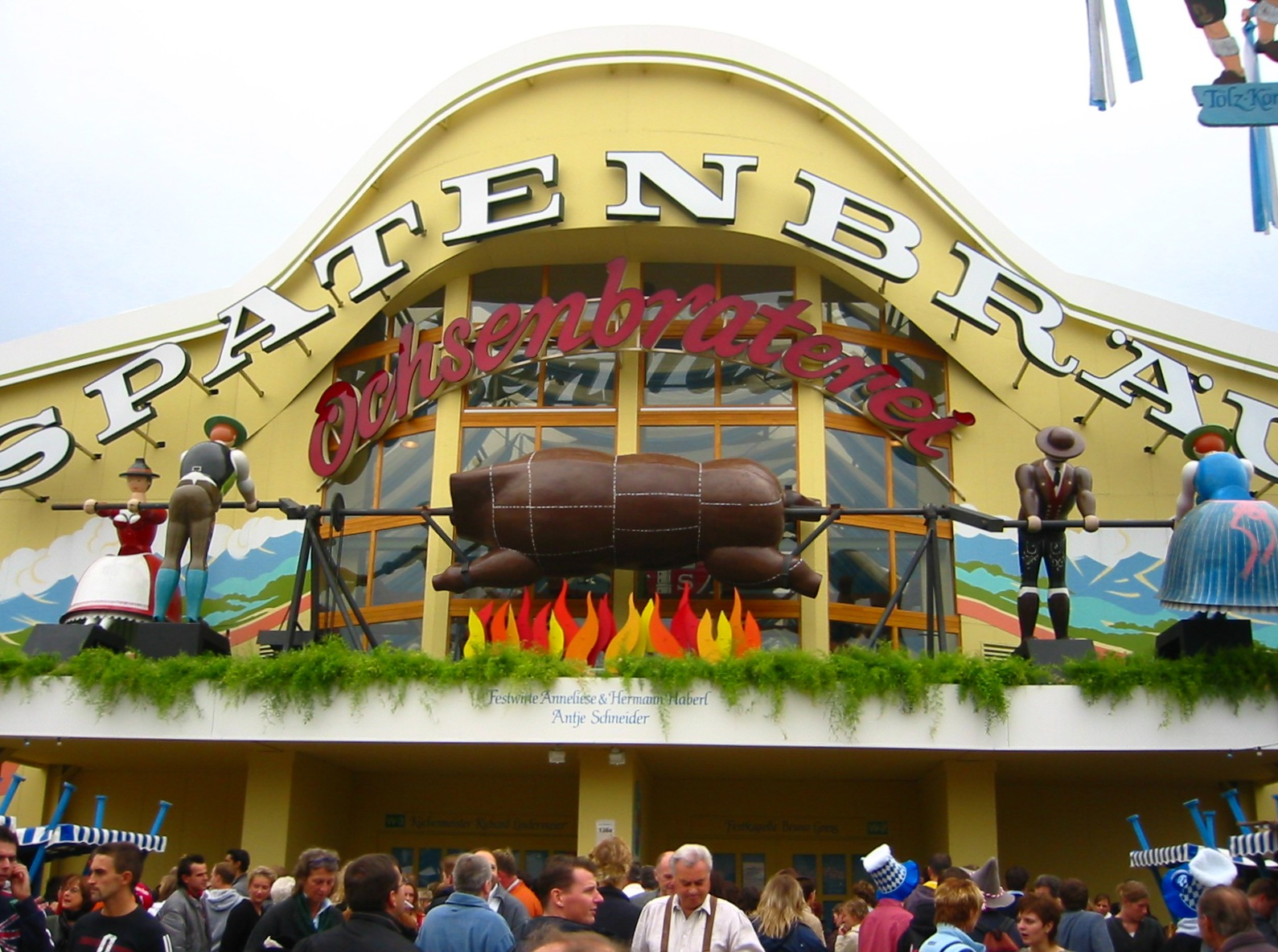
Ochsenbraterei

Im Festzelt Ochsenbraterei wird Spaten-Bier ausgeschenkt. Im September 1881 briet der Metzger Johann Rössler einen Ochsen am Stück erstmals auf einem Spieß auf dem Oktoberfest und bot ihn als Stehimbiss an. Das Geschäft musste er 1882 einstellen, da er kein Bier ausschenken konnte. Ab 1898 war er mit seiner Ochsenbraterei wieder präsent. 1901 wurde sein 200. Ochse gebraten.
Das Zelt hat eine Grundfläche von 4200 m² und bietet 5900 Plätze (davon 1500 Plätze in den Boxen); daneben befindet sich eine Freischankfläche mit einer Fläche von 1700 m² und 1640 Plätzen. 356 Mitarbeiter arbeiten für die Ochsenbraterei (Stand 2010). Der Betrieb verfügt über 5 Schänken.
Das jetzige Zelt wurde 2017 gefertigt; die Aufbauzeit beträgt 10 Wochen, die Abbauzeit 5 Wochen.

### Paulaner-Festzelt

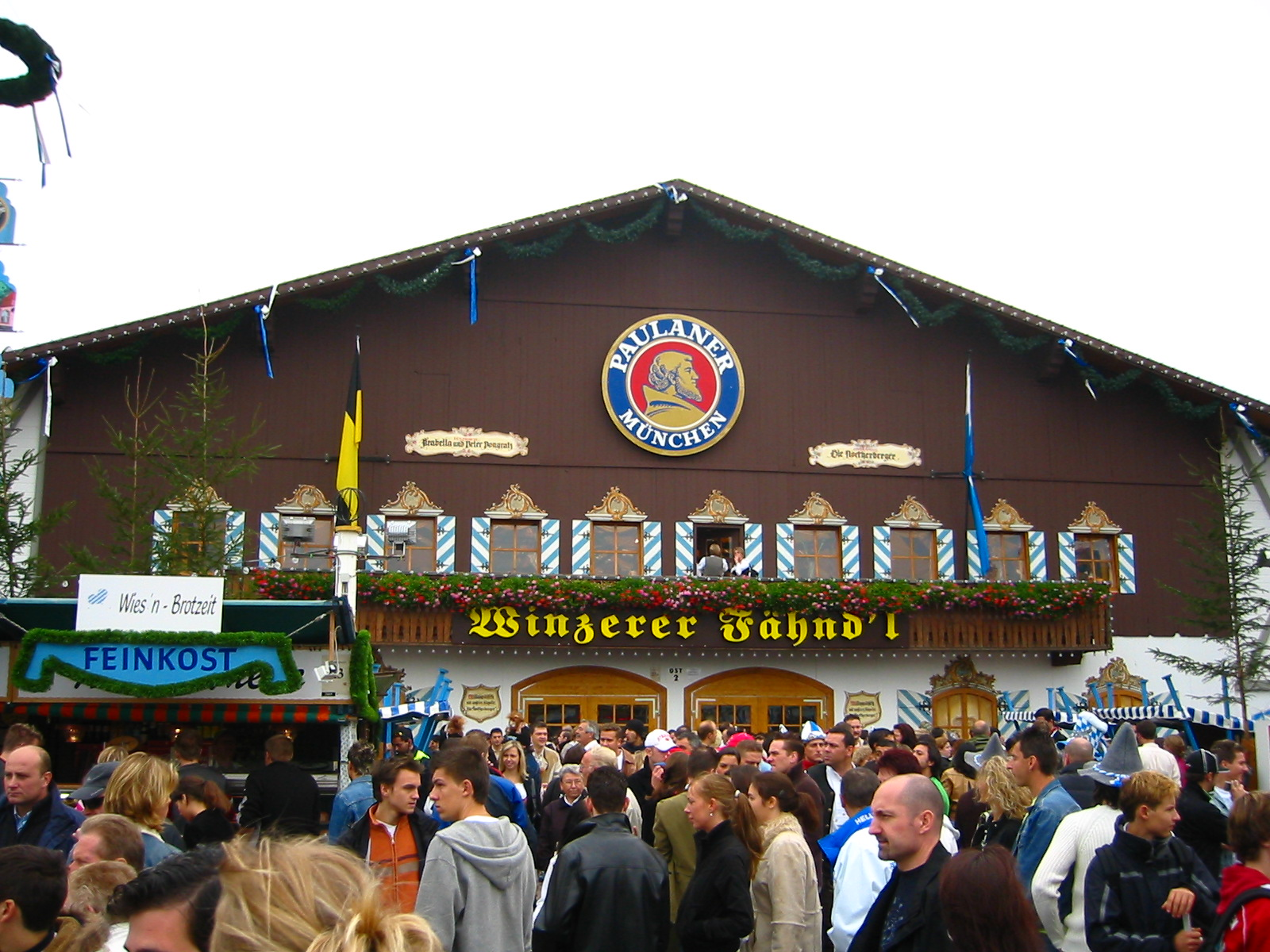
Paulaner-Festhalle (2009)

Weithin ist das Paulaner-Festzelt erkennbar am großen Turm mit einem sich drehenden, sechs Meter hohen Paulaner-Maßkrug an der Spitze. Bis 2018 führte es den Beinamen „Winzerer Fähndl“, welcher aus der Zeit stammt, als die gleichnamige Armbrustschützengilde hier ihr Hauptquartier hatte und im Zelt noch mit der Armbrust scharf geschossen wurde. Vor langen Jahren zog es die Armbrustschützen in ein seinerzeit neues Zelt, das Armbrustschützenzelt, weshalb der Beiname 2018 entfernt wurde, um Verwechslungen zu vermeiden. 2010 wurde das alte Festzelt durch eine freitragende Konstruktion ersetzt, die ohne Stützsäulen im Zeltinnern auskommt. Wirtin ist ab 2020 Arabella Schörghuber, die das Zelt seit 2004 bereits zusammen mit ihrem Mann Peter Pongratz führte.
Mit 40 Metern ist es das breiteste auf dem Oktoberfest und bietet rund 8450 Gästen Platz. Außerdem ist es das erste Zelt auf dem Oktoberfest mit einer Bierpipeline (seit 2010).

### Pschorr-Festzelt Bräurosl

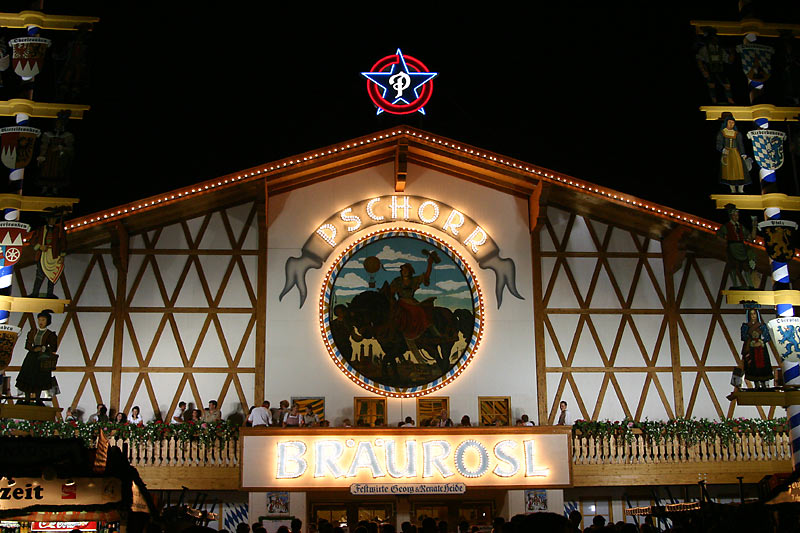
Altes Bräurosl-Zelt (bis 2019)

Das Festzelt Pschorr-Bräurosl wurde 83 Jahre lang von der Familie Heide betrieben, die auch die Großgaststätte Heide-Volm in Planegg bei München führte; im Juli 2020 gab die Familie Heide ihren Abschied vom Oktoberfest bekannt. Neuer Wirt der Bräurosl ist Peter Reichert, Betreiber des Hotels Seehof am Ammersee und der Münchner Traditionsgaststätte Donisl am Marienplatz. Das Festzelt „Zur Schönheitskönigin“ auf der Oidn Wiesn darf er deshalb per Statuten nicht mehr weiter betreiben.
In diesem Festzelt findet traditionell jedes Jahr am ersten Wiesn-Sonntag der aus einer Vereinsveranstaltung des „MLC Münchner Löwen Clubs e. V.“ hervorgegangene „Gay Sunday“ statt. Wahrzeichen der Bräurosl sind zwei fast 20 Meter hohe Maibäume vor dem Zelt. 2004 erwartete die Wiesnbesucher ein neues Zelt mit 6000 Sitzplätzen im Zelt und 2500 im Wirtsgarten. Im Jahre 2010 hat die Bräurosl 6200 Sitzplätze im Zelt und 2200 im Wirtsgarten. Es wird Hacker-Pschorr-Bier ausgeschenkt. 
Im Jahr 2022 gab es Beschwerden gegenüber dem Wirt und der Kapelle Josef Menzl, die für ihre traditionelle Blasmusik bekannt ist. Aus diesem Grund wurde die Musik ab 20 Uhr durch übliche Partymusik von der Combo Erwin und die Heckflossen ergänzt.

### Schottenhamel-Festhalle

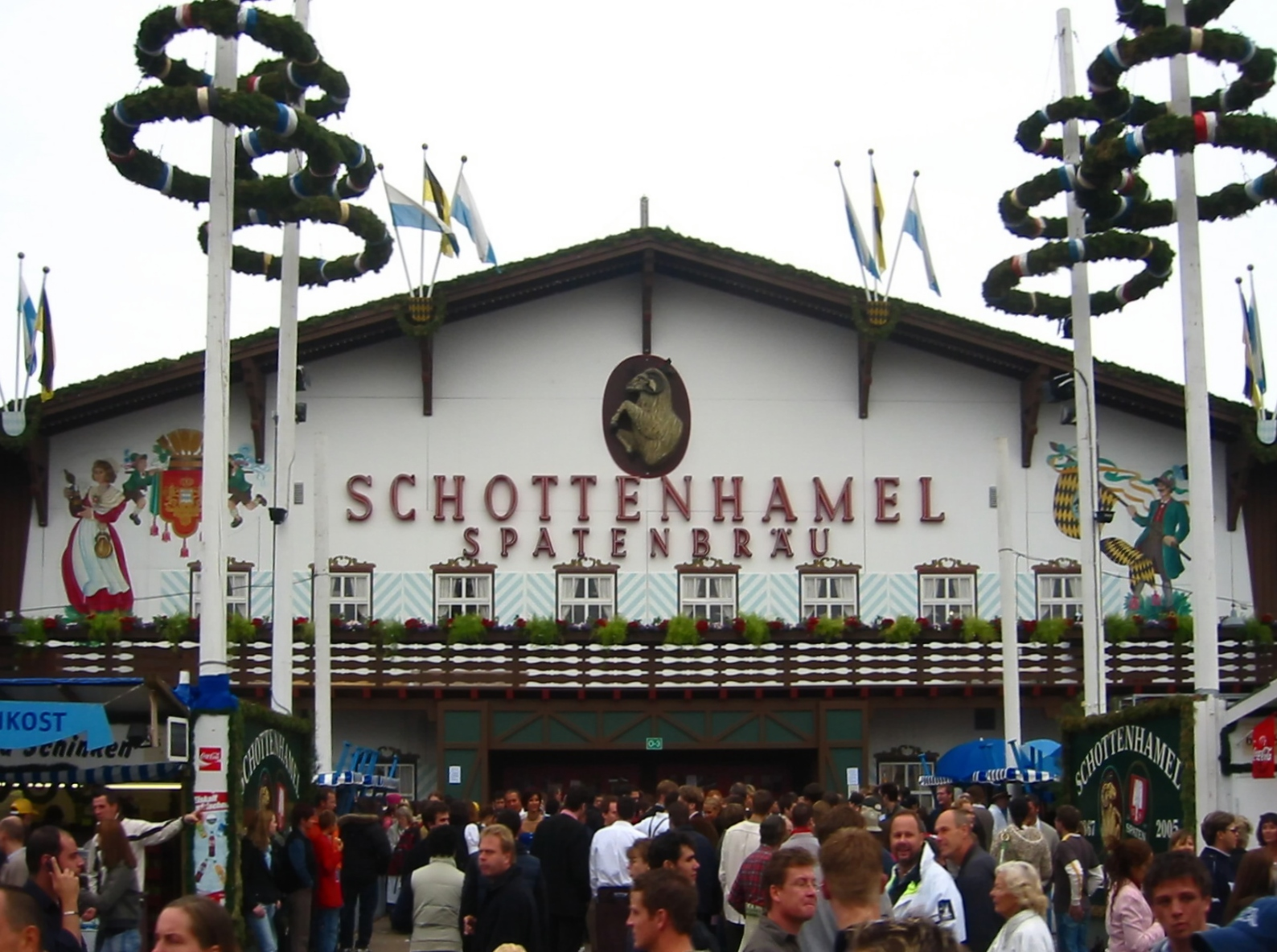
Haupteingang zum Schottenhamel-Zelt

Die Geschichte der Festhalle Schottenhamel als gastronomischer Betrieb reicht bis 1867 zurück, als der Schottenhamel ein Bretterschuppen mit Platz für 50 Personen hinter dem Königszelt war. 1896 ließ Michael I. Schottenhamel vom damaligen Münchner Stararchitekten Gabriel von Seidl eine prächtige Festhalle entwerfen; die Ära der Bierzeltarchitektur begann.
Die heutigen Festwirte (Stand Mitte 2018) sind Michael F. und Christian Schottenhamel. Das Zelt besteht seit 1953 und hat eine Fläche von 7.000 m² mit 8.000 Plätzen (zwei Galerien). Der Wirtsgarten hat 4.000 Plätze auf einer Fläche von 2.200 m². Etwa 350 Personen arbeiten hier. Es gibt 12 Schänken. In diesem Zelt findet das traditionelle erste Anzapfen durch den amtierenden Oberbürgermeister statt. Das Zelt ist außerdem das Traditionszelt für Münchner Studentenverbindungen, was man auch an den Wappen mit Zirkeln an einer der Seitenwände erkennen kann. Die Gäste sind meist jung und die Stimmung ist meist ausgelassen.
Im Schottenhamel-Zelt wird Spaten-Bier ausgeschenkt. Eine Besonderheit ist die Bekleidung der weiblichen Bedienungen: klassische Servierschürzen (statt Dirndl) und Häubchen. Ebenfalls besonders sind die Bänke im Schotten; sie sind um die quadratischen Tische angeordnet und kürzer als üblich. Der Schottenhamel wird auch Das Zelt der Jugend genannt.

### Schützen-Festzelt

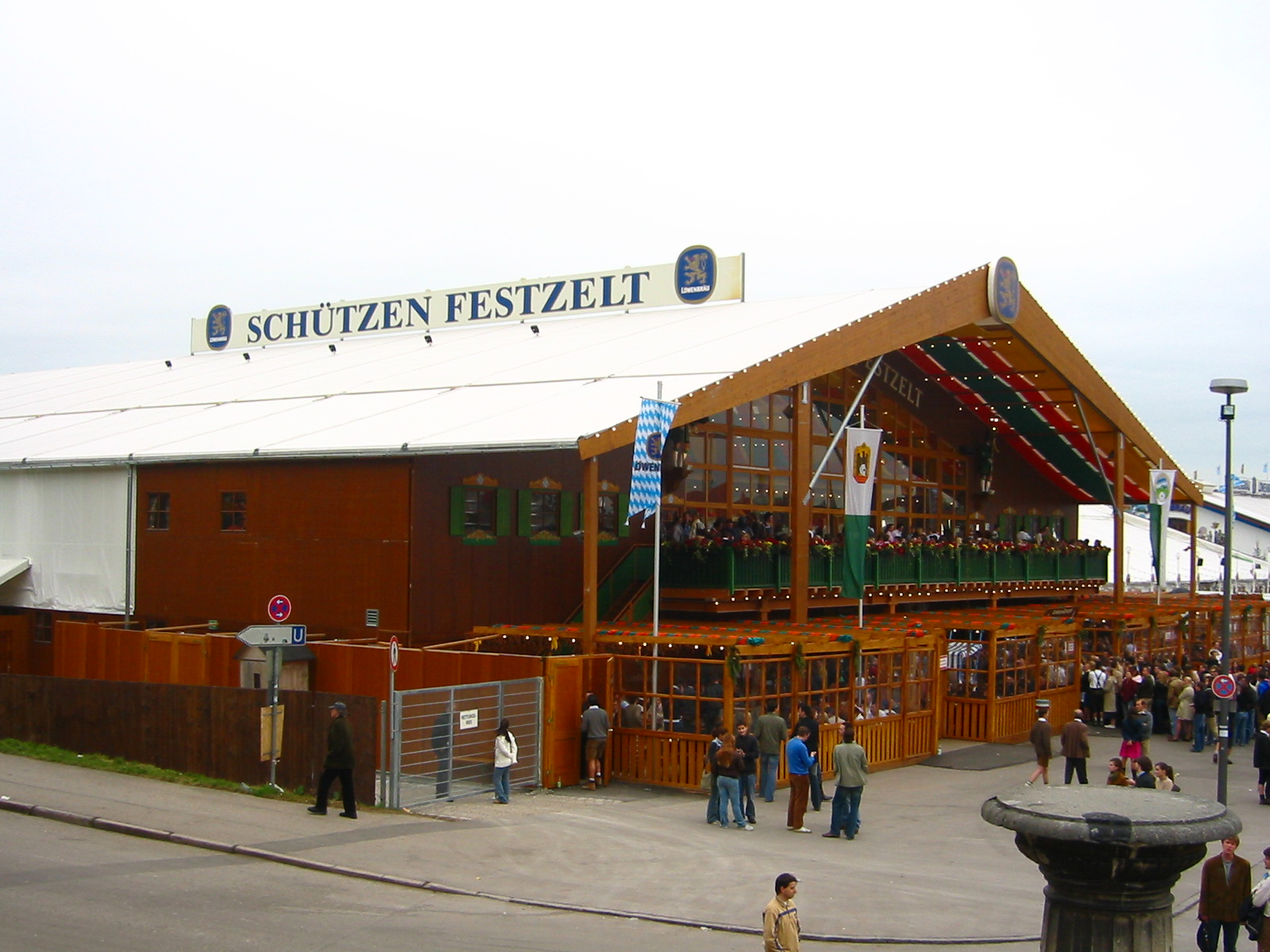
Schützen-Festzelt

Das Schützen-Festzelt gehört mit 5361 Plätzen (ca. 4300 innen und ca. 1090 außen) zu den kleineren Bierzelten. Wenn man jedoch die Grundfläche betrachtet, ist es das größte Zelt der Wiesn. Es steht gleich neben der Bavaria und damit abseits der großen „Bierstraße“. Von vielen Touristen wird es übersehen, weil der Eingang nicht unbedingt bierzelttypisch ist. Das Publikum war früher im Schnitt älter, die Atmosphäre wesentlich gemütlicher als bei den anderen, großen Zelten der Biermeile. Aufgrund der Kapelle „Die Niederalmer“, die abends vorwiegend Rock und Pop spielt, und somit die Stimmung anheizt, wurde in den letzten Jahren das Publikum aber auch hier immer jünger, und somit ist das Schützen-Festzelt neben dem Hacker-Zelt und dem Schottenhamel der Treffpunkt der Münchner Jugend.
Als eines der ältesten Zelte auf dem Oktoberfest kann man hier noch eine Besonderheit finden: An 110 Schießständen findet hier das Oktoberfest-Landesschießen der Sportschützen statt. Das Schützen-Festzelt ist für seinen Geranienbalkon berühmt. Die Festwirte sind Claudia und Eduard Reinbold. Die Spezialität des Zeltes sind in Malzbier gebratene Spanferkel.

## Vergabe der Festzeltkonzessionen
Die großen Wiesn-Festhallen werden vergeben von der Schörghuber-Gruppe (Paulaner Brauerei und Hacker-Pschorr), von der Spaten-Löwenbräu-Gruppe, vom privaten Augustiner-Bräu und vom Staatlichen Hofbräuhaus. Entsprechend ihrer Größe hat jede Brauerei mehrere Festzelte pro Braustätte und dafür die Festwirte vorzuschlagen – sofern das Zelt nicht von anderen geführt wird, etwa von der Armbrustschützengilde (mit Paulaner) oder vom Schützenverband (mit Löwenbräu-Bier).
Jede Brauerei hat für die von ihr geführten Wiesnzelte das Vorschlagsrecht für den Festwirt mit mindestens zwei Alternativen. Neben der allgemeinen Berufsqualifikation für die Führung eines gastronomischen Betriebes dieser Größe und der notwendigen Erfahrung muss sich der Bewerber für ein Wiesn-Festzelt als zuverlässig erwiesen haben und persönlich unbescholten sein. Das heißt: Er darf sich vorher keine Verstöße gegen Gewerbeordnung, Lebensmittelrecht, Steuerrecht, Ausländerrecht oder andere Gesetze zuschulden kommen lassen.
Die Vorschläge werden dem Wirtschaftsreferenten der Stadtverwaltung München vorgetragen, der wiederum das Vorschlagsrecht gegenüber dem Wirtschaftsausschuss des Stadtrates innehat und eine erste Prüfung der Bewerber vornimmt. Aufgrund seiner Vorschläge trifft letztlich der Wiesnausschuss des Stadtrates die Entscheidung. Die Vergabe verläuft in der Regel nach dem Prinzip „gut und bewährt“, das dazu führt, dass die Konzessionen jedes Jahr an dieselbe handverlesene Gruppe von Wirten vergeben werden. Diese Politik geht bis hin zur Vergabe nach Geburtsrecht beim altersbedingten Ausscheiden eines Wirtes. So kam es beispielsweise im Jahr 2001 im Pschorr-Festzelt Bräurosl zur Übergabe vom damals 82-jährigen Willy Heide auf seinen Sohn Georg. Wirtschaftsreferent Reinhold Wieczorek erklärte damals, dass er dem Stadtrat diesen Generationenwechsel innerhalb der angesehenen Wirtefamilie Heide empfehlen kann.

## Sitzplätze

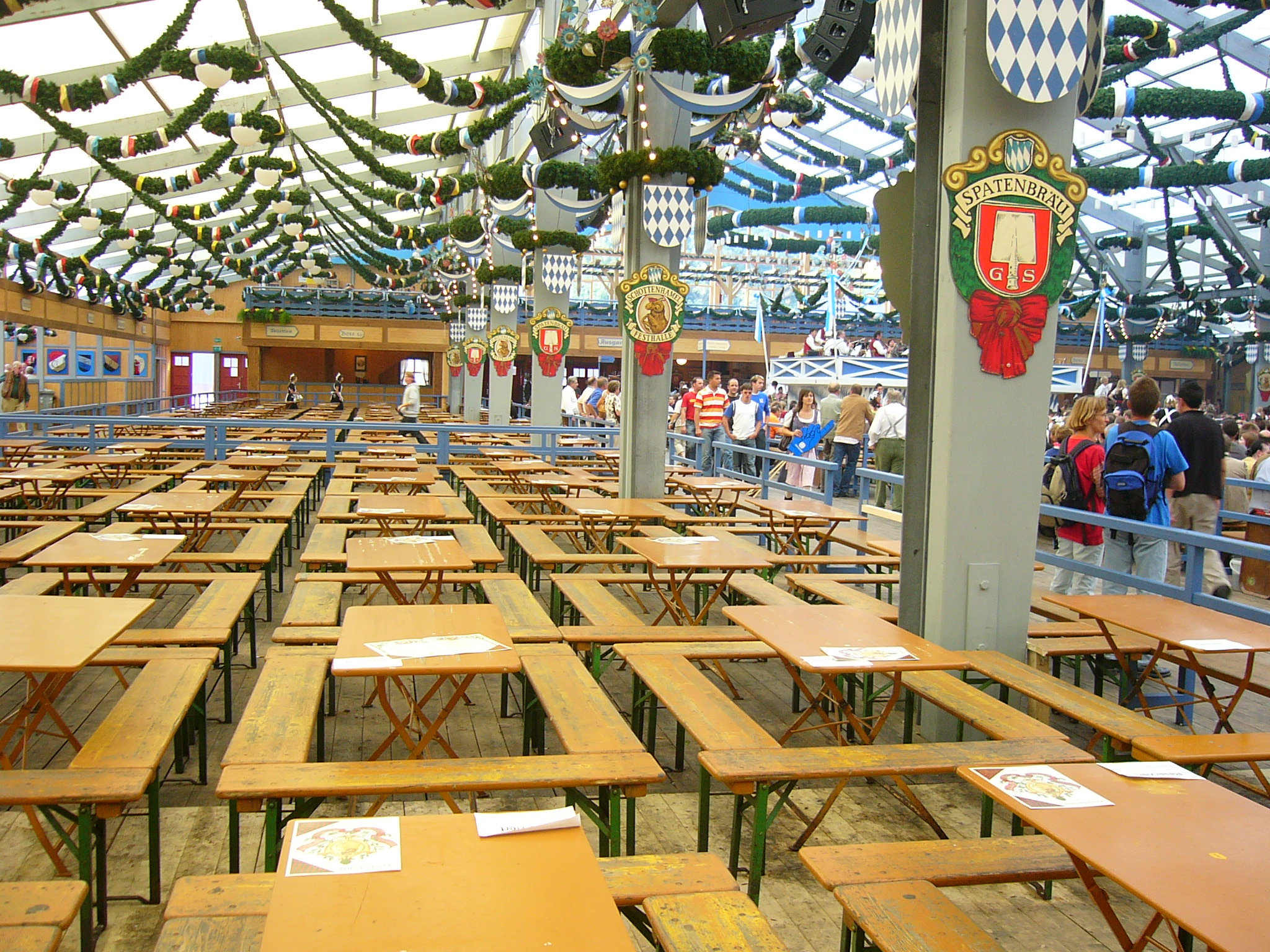
Anordnung der Tische und Bänke im Schottenhamel-Festzelt

31 der insgesamt 38 Festzelte schenken das traditionell etwas stärkere Oktoberfestbier aus, welches von den Münchner Brauereien jedes Jahr extra für die Wiesn gebraut wird. Grundsätzlich findet kein Stehausschank (Stehmaß) statt. Ausnahme ist das Hofbräu-Festzelt, wo es Stehtische gibt. Die Anordnung der Biergarnituren ist in der Regel in Reihen gelöst. Dies ist jedoch nicht der Fall im Schottenhamel-Festzelt (siehe Abbildung) und in der Käfers Wiesn-Schänke, wo quadratische Tische aufgestellt sind; vereinzelt ist dies auch im Nymphenburg-Sekt-Zelt der Fall. Als Sitze sind Bierbänke sehr verbreitet, wobei im Käfer vereinzelt auch Stühle vorhanden sind.
Im Außenbereich wird die Musik der Kapelle per Lautsprecher übertragen. In keinem Gastronomiebetrieb mit Sitzgelegenheit wird Musik von Tonträgern abgespielt. Überdachungen im Außenbereich sind erst seit 2007 erlaubt, finden aber wegen der strengen Vorschrift bei Brandschutz noch keine Anwendung.